# 海老原優香
海老原 優香（えびはら ゆか、1994年（平成6年）4月3日 - ）は、フジテレビのアナウンサー。

## 経歴
東京都出身。身長169 cm。
東京学芸大学附属国際中等教育学校、学習院大学文学部英語英米文化学科卒業。
大学3年の時に「ミス学習院コンテスト2015」でグランプリ、「Miss of Miss Campus Queen Contest2016」で準グランプリを受賞した。
2017年4月、フジテレビにアナウンサーとして入社。同期入社は、安宅晃樹・久慈暁子（2022年4月30日退社後、フリー転身）・黒瀬翔生。
2017年10月から2018年3月まで『情報プレゼンター とくダネ!』のMCアシスタントを務める。同年4月からは『プライムニュース イブニング』でキャスターを務め、2019年4月から2020年9月まで、『Live News it!』のフィールドキャスターを、2022年4月からは『FNN Live News α』のスポーツキャスター担当。三田友梨佳・内田嶺衣奈・小澤陽子が不在時はメーンキャスターも担当していた。なお2023年4月からは、スポーツキャスターに加え、新たにメーンキャスター（金曜日）も担当。月曜日〜木曜日は堤礼実が担当。

## 人物
幼少時より国際情勢に興味があり、3ヶ国に語学留学した経験がある。
高校3年生の時に、模擬国連全日本大会で新人賞を受賞。
大学時代は、慶大を中心に活動しているインカレサークル「日本模擬国連日吉研究会」に所属し、国際連合安全保障理事会で取り扱われる議題を中心に研究していた。
大学3年時には、オーストラリアにて2週間のチャリティーイベントに参加し、現地の教育支援活動に携わった。
普通自動車免許・英検2級・漢字検定2級・日本語検定3級・珠算能力検定3級の資格を所持している。
趣味は、旅行・食べ歩き・スノーボード。
高校時代はバレーボール部に所属し、キャプテンを務めた。

## 出演番組
レギュラー出演番組・キャスター名
| 期間 | 期間       | 月曜日                                   | 火曜日                                   | 水曜日                                   | 木曜日                                   | 金曜日                                                                  | 土曜日                      | 日曜日                     |
| --- | ---------- | ---------------------------------------- | ---------------------------------------- | ---------------------------------------- | ---------------------------------------- | ----------------------------------------------------------------------- | --------------------------- | -------------------------- |
| 2017.10 | 2018.3     | 情報プレゼンターとくダネ! MCアシスタント | 情報プレゼンターとくダネ! MCアシスタント | 情報プレゼンターとくダネ! MCアシスタント | 情報プレゼンターとくダネ! MCアシスタント | 情報プレゼンターとくダネ! MCアシスタント                                | （なし）                    | （なし）                   |
| 2018.4 | 2019.3     | プライムニュース イブニング キャスター   | プライムニュース イブニング キャスター   | プライムニュース イブニング キャスター   | プライムニュース イブニング キャスター   | プライムニュース イブニング キャスター                                  | （なし）                    | （なし）                   |
| 2019.4 | 2020.3     | Live News イット! フィールドキャスター   | Live News イット! フィールドキャスター   | Live News イット! フィールドキャスター   | Live News イット! フィールドキャスター   | Live News イット! フィールドキャスター                                  | （なし）                    | プロ野球ニュース MC        |
| 2020.4 | 2020.9     | Live News イット! フィールドキャスター   | Live News イット! フィールドキャスター   | （なし）                                 | （なし）                                 | （なし）                                                                | （なし）                    | プロ野球ニュース MC        |
| 2020.10 | 2022.3     | attest 〜WEEKLY GOLF NEWS〜 キャスター2  | （なし）                                 | （なし）                                 | （なし）                                 | （なし）                                                                | （なし）                    | プロ野球ニュース MC        |
| 2022.4 | 2022.6     | （なし）                                 | （なし）                                 | （なし）                                 | （なし）                                 | FNN Live News α スポーツキャスター3                                     | （なし）                    | プロ野球ニュース MC        |
| 2022.6 | 2022.9     | （なし）                                 | （なし）                                 | （なし）                                 | FNN Live News α スポーツキャスター4      | FNN Live News α スポーツキャスター4                                     | （なし）                    | プロ野球ニュース MC        |
| 2022.10 | 2022.12    | （なし）                                 | （なし）                                 | FNN Live News α スポーツキャスター       | FNN Live News α スポーツキャスター       | （なし）                                                                | （なし）                    | プロ野球ニュース MC        |
| 2023.1 | 2023.3     | （なし）                                 | （なし）                                 | FNN Live News α スポーツキャスター       | FNN Live News α スポーツキャスター       | ぽかぽか ナレーション                                                   | （なし）                    | プロ野球ニュース MC        |
| 2023.4 | 2024.3     | （なし）                                 | プロ野球ニュース MC                      | FNN Live News α スポーツキャスター       | FNN Live News α スポーツキャスター       | FNN Live News α メーンキャスター5                                       | （なし）                    | （なし）                   |
| 2024.4 | 2024.5.17  | すぽると!onTVer キャスター               | プロ野球ニュース MC                      | （なし）                                 | （なし）                                 | FNN Live News α メーンキャスター5                                       | （なし）                    | すぽると!onTVer キャスター |
| 2024.5.18 | 2024.7頃   | すぽると!onTVer キャスター               | プロ野球ニュース MC                      | （なし）                                 | （なし）                                 | FNN Live News α メーンキャスター5                                       | すぽると!onTVer キャスター6 | すぽると!onTVer キャスター |
| 2024.7頃 | 2024.9     | すぽると!onTVer キャスター               | プロ野球ニュース MC                      | （なし）                                 | （なし）                                 | FNN Live News α メーンキャスター5                                       | （なし）                    | すぽると!onTVer キャスター |
| 2024.9.30 | 2024.10.18 | すぽると!onTVer キャスター               | プロ野球ニュース MC                      | プライムオンラインTODAY メーンキャスター | プライムオンラインTODAY メーンキャスター | プライムオンラインTODAY サブキャスターFNN Live News α メーンキャスター5 | （なし）                    | （なし）                   |
| 2024.10.21 |            | （なし）                                 | プロ野球ニュース MC                      | プライムオンラインTODAY メーンキャスター | プライムオンラインTODAY メーンキャスター | FNN Live News α メーンキャスター                                        | （なし）                    | （なし）                   |
| 備考 - 1菊川怜の後任。 - 2藤本万梨乃の後任。 - 3鈴木唯の後任。 - 4内野泰輔の後任。 - 5小澤陽子の後任。 - 6黒瀬翔生が約2ヶ月間育児休暇を取得している間の代行。 |            |                                          |                                          |                                          |                                          |                                                                         |                             |                            |

### その他
- 夜のアナウンサー研修（2017年6月6日 - 6月30日）
- ユアタイム -（2017年6月27日・28日・2017年7月10日 - 12日）
- FLAG7（ホウドウキョク、2017年6月20日 - 8月29日） - 火曜パートナー
- FNNニュース（2018年12月30日昼、2019年1月3日昼）
- GO!GO!チャギントン（2018年2月4日 - 2019年5月5日） - 6代目ナビゲーター
- Live News it!（2019年10月23日 - 25日）- 酒井千佳の代理お天気キャスター
- ワイドナショー（ナレーター、2021年10月10日 - 2022年3月）
- BSフジLIVEプライムニュース（2021年4月14日 - 2022年6月）
- スポーツ中継（バレーボール・相撲）
- Volleyball Channel - BSフジ
  - 2023年6月25日まではナレーションのみ担当。7月23日の放送から番組ナビゲーターに就任し、以降はナレーションと兼任。
- 119エマージェンシーコール 第10話（2025年3月24日） - アナウンサー 役

## その他
- 一日警察署長 愛宕警察署（2022年4月7日）[12][13]